# Combretum paradoxum
Combretum paradoxum là một loài thực vật có hoa trong họ Trâm bầu. Loài này được Welw. ex M.A.Lawson mô tả khoa học đầu tiên năm 1871.